# 트리코라 작전
트리코라 작전(Operation Trikora)은 1961년에서 1962년 사이 소련과 인도네시아가 합동으로 진행한 네덜란드의 해외 영토인 네덜란드령 뉴기니 침공 작전이다. 협상 끝에 네덜란드는 인도네시아와 뉴욕 협정을 체결하여 서뉴기니에 대한 통제권을 유엔에 넘겼다.

## 배경
네덜란드령 동인도 나머지 지역은 1949년 12월 인도네시아로 완전히 독립하면서 네덜란드는 네덜란드-인도네시아 원탁 회의를 통해 뉴기니섬 서부에 대한 주권은 유지하고 향후 12개월간 양도 방법을 논의하기로 했다. 네덜란드는 네덜란드령 뉴기니 지역을 유지하기 원했다. 우파 정치인들은 소롱 주변에 원유가 매장되어 있다는 점을 들어 "네덜란드 국기가 네덜란드의 옛 식민지 한 부분에서라도" 남아있길 원했다. 네덜란드가 원하는 데로 인도네시아로부터 네덜란드령 뉴기니를 지키기 어렵다는 상황이 확실해지자 네덜란드는 뉴기니 지역을 별도의 국가로 독립하기 위해 준비하기 시작했다. 네덜란드와 일부 서파푸아 지도자는 서파푸아인이 인도네시아인과 인종적, 지리적으로 분리되어 있고 항상 별도로 관리되었으며 서파푸아인은 인도네시아인의 지배를 원하지 않으므로 뉴기니 지역은 인도네시아에 속하지 않는다고 주장했다. 1949년 독립 직후부터 1961년까지 인도네시아는 유엔을 통해 서파푸아의 통제하러 시도했다. 투표는 과반은 넘었지만 채택에 필요한 2/3를 넘진 못했다. 인도네시아 독립 전쟁 이후 인도네시아 민족주의자는 서뉴기니를 인도네시아의 한 부분이라고 생각했다. 인도네시아 민족주의자는 서뉴기니가 인도네시아에 속해 있으며 네덜란드가 불법 점령하고 있다고 주장했지만 이 주장을 국제사법재판소(ICJ)에 가져오진 않았다. 린가자티 협정에 따르면 네덜란드가 "네덜란드령 (동)인도의 전체 영토"를 포기하고 서파푸아 지역은 동인도네시아국(NIT)에 편입되었다는 주장도 있는데 이후 동인도네시아국은 해산되어 인도네시아 합중공화국으로 편입되었으며 이 주장도 ICJ에 가져오진 않았다.
1954년 이후 인도네시아는 산발적으로 서뉴기니를 향한 군사 기습을 감행했다. 유엔에서 협상이 실패하자 인도네시아의 대통령 수카르노는 네덜란드 소유 기업과 토지를 국유화하고 네덜란드 국민을 송환하는 등 네덜란드를 향한 압박을 가했다. 이런 조치로 인도네시아와 네덜란드 간 긴장이 고조되면서 양국 간 무역이 급속도로 줄어들었다. 인도네시아 주재 네덜란드 외교관에 대한 괴롭힘이 늘어나자 인도네시아는 1960년 8월 네덜란드와의 외교관계를 공식적으로 단절했다. 또한 인도네시아는 소련과 동구권에서 무기를 구입하며 서뉴기니에 대한 군사적 압박을 가했다. 이후 몇 년 간 수카르노 정부는 소련의 군사 지원에 의존했다.
1961년 9월 26일 네덜란드는 네덜란드가 연간 3천만 달러의 자금을 투자하는 유엔행정부와, 독립 조건, 시민의 희망 방향, 유엔 국민투표 가능성 등을 평가하는 유엔위원회의 설립을 제안했다.
1961년 12월 19일 수카르노는 1963년 1월 1일까지 인도네시아가 서이리안라고 부르는 서뉴기니 지역을 합병하기 위해 인민3군합동사령부(Tri Komando Rakyat, 트리코라)를 설립했다. 트리코라의 작전사령부는 "서이리안의 해방을 위한 만다라 사령부"로 불렀고 훗날 인도네시아의 대통령이 되는 수하르토 소장이 사령관으로 임명되었다. 만다라 사령부는 계획된 침공에 대비해 서이리안을 향한 육상, 공중, 해상 침공 계획을 짜기 시작했다. 이 때문에 인도네시아는 서뉴기니의 지배권을 놓고 네덜란드와 대립하는 정책을 세우기 시작했다. 수카르노는 국가가 자신의 명령을 수행할 준비를 위해 "점진적 동원령" 정책도 착수했다.
미국, 영국, 호주는 서뉴기니에 대해 네덜란드의 주장을 지지하고 인도네시아의 확장주의에 반대했지만 그렇다고 네덜란드에 대한 군사적 지원을 하진 않았다. 네덜란드는 뉴기니 정책에 대해 국제적인 지지를 충분히 받지 못했다. 반면 수카르노는 소련과 바르샤바 조약 기구 동맹국, 비동맹 운동의 지지를 이끌어 낼 수 있었다. 인도네시아의 주장에 따라 네덜란드는 1959년부터 서파푸아의 자치 시행에 박차를 가했다. 이런 조치에는 1960년 뉴기니 의회 설립, 병원 설립, 마노콰리 조선소 완공, 농업 연구용 부지 및 농장 개발, 영토 방어를 위한 파푸아 자원군단 창설 등이 있었다.

## 트리코라 작전
1961년 12월 19일 수카르노 대통령은 욕야카르타에서 "트리코라의 3원칙"을 중심으로 파푸아 해방에 관한 연설을 했다. 트리코라의 3원칙이란 아래와 같다.
1. 네덜란드가 서파푸아에 괴뢰국을 세우는 일을 막는다.
2. 서파푸아에 당당한 빨강-하양 국기를 휘날리게 하자.
3. 네덜란드 제국주의로부터 서파푸아를 해방시키기 위해 모든 인도네시아인을 포괄하는 대중동원을 준비한다.[15][a]

## 준비

### 군사
인도네시아는 네덜란드와의 군사 분쟁에 대응하기 위해 해외에서 무기를 구입하기 시작했다. 미국에게서 무기를 확보하는 데 실패(네덜란드가 나토 가입국이라는 이유 때문으로 추정)한 압둘 하리스 나수티온 장군은 1960년 12월 모스크바로 향해 소련 정부와 25억 달러에 달하는 무기 패키지를 협상했다. 이 거래를 통한 후속 납품으로 인도네시아 국군(TNI)은 인도네시아가 남반구에서 가장 강력한 공군을 보유하고 있다고 자랑했다.
미국은 서파푸아를 인도네시아에 넘기는 것을 미국 국무부 유럽 및 유라시아국에서 한 점령지를 다른 점령국과 거래하는 행위로 보았기 때문에 이를 지지하지 않았다. 하지만 1961년 4월 로버트 코머와 맥조지 번디는 유엔이 인도네시아에 항복하는 것이 합법적이라는 인상을 보여주기 위한 계획을 수립하기 시작했다. 미국의 지원 없이 인도네시아가 소련 권역에 더 깊이 편입될 것을 우려한 존 F. 케네디 대통령은 마지못해 이 계획을 지지했다.
인도네시아는 밀 Mi-4 헬리콥터 41기, 밀 Mi-6 헬리콥터 9기, 전투기는 MiG-15 30기, MiG-17 49기, MiG-19 10기, MiG-21 20기, 프로젝트 613형 잠수함 12척, 프로젝트 183R형 미사일정 12척, 프로젝트 68bis형 순양함(인도네시아 순양함 이리안으로 개명됨) 1척 등 다양한 종류의 군사 장비를 사들었다. 폭격기는 일류신 Il-28 경폭격기 22기, 투폴레프 Tu-16 장거리 중폭격기 14기, KS-1 코메트 대함 미사일을 발사할 수 있는 해상용 Tu-16 항공기 12기를 구입했다. 수송기는 일류신 Il-14 26기, 아비아-14 경수송기, 안토노프 An-12 중수송기 6기, 록히드 C-130 허큘리스 전술수송기 10기를 사들였다.

### 공군 기지
인도네시아 공군은 공중 우위를 확보하기 위해 가장 먼저 이전 전쟁으로 손상되었던 공군 기지를 수리해 서파푸아를 향한 침투 작전 및 일반 작전에 쓰일 공군 기지를 확보하는 일이었다. 말루쿠 제도와 서파푸아 곳곳에 있었던 군용비행장과 활주로는 일본 제국의 점령 시기 남았던 잔재물이었다. 이런 공군 기지와 활주로는 1945년 마지막으로 사용되었고 그 이후로는 폐허가 되었다.

### 소련의 개입
인도네시아에 대한 소련의 지원은 뉴기니 분쟁을 종식시키는 데 결정적인 역할을 했다. 소련의 잠수함과 폭격기 지원으로 인도네시아군은 자신 있게 네덜란드군을 공격할 수 있었다. 소련에 대응해 미국은 네덜란드에 서파푸아에 대한 통제권을 포기하라고 압력을 가했다. 냉전이 한창이던 당시 인도네시아가 소련의 영향권 밖에 있는 것이 전략적으로 중요했기 때문에 미국은 인도네시아와 중립 혹은 우호 관계를 유지하기 위해 여러 조치를 취했다. 미국은 뉴기니 통제권 이전을 강요해 수카르노 정권과 우호 관계를 유지할 수 있었다. 미국이 지원을 포기하자 네덜란드는 미국의 압박과 뉴기니 분쟁의 장기화 위협에 굴복했다.
소련의 지원은 비밀리에 이루어졌으며 "자원군"은 인도네시아 군복을 입었다. 하지만 니가타 흐루쇼프의 회고록에 따르면 인도네시아 외무장관인 수반드리오는 자카르타 주재 미국 대사인 하워드 P. 존스에게 소련의 적극적인 군사적 지원 의사를 누설했다. 수도모 제독은 2005년 신문 기사에서 소련 잠수함 6척이 마노콰리에 주둔한 네덜란드 함대를 공격하는 임무를 맡으며 동술라웨시 비탕에 주둔했고 상륙 작전도 지원했다고 밝혔다. 잠수함 사령관인 루돌프 리지코프는 러시아의 뉴스 기사에서 7월 29일 세르게이 고르시코프 제독이 서뉴기니 지역을 순찰하고 8월 5일 자정 이후 모든 선박을 격침시키라는 명령을 받았다고 주장했다. 해군 장교이자 역사학자인 마테이스 옴스는 자신의 논문에서 1962년 여름 네덜란드 해군 정보기관인 해군정보대(MARID)가 소련군이 인도네시아 잠수함과 투폴레프 폭격기에 승무원으로 타고 있다는 정보를 입수했다고 밝혔다. 흐루쇼프는 회고록에서 서뉴기니 위기 당시 소련군이 인도네시아 잠수함을 지휘하고 Tu-16을 조종하고 있었다고 밝혔다.

### 외교
분쟁이 심화되는 과정에서 인도네시아는 인도, 파키스탄, 오스트레일리아, 뉴질랜드, 태국, 영국, 서독, 프랑스 등 주요 국가에게 네덜란드-인도네시아 분쟁에서 네덜란드를 지지하지 말아달라고 요청했다. 1961년 열린 유엔 총회에서 유엔 사무총장 우 딴은 미국의 외교관 엘워스 벙커에게 서뉴기니 지위를 다루는 제안서를 제출해 달라고 요구했다. 벙커는 네덜란드가 2년 이내에 유엔을 통해 인도네시아에 서뉴기니를 양도하는 안을 제안했다.

### 경제
1958년 12월 27일 수카르노 대통령은 인도네시아 내 모든 네덜란드 기업의 국유화에 관한 1958년 법률 제86호령을 발표했다. 국유화된 기업 종류는 다음과 같다.
1. 플랜테이션 회사
2. 네덜란드 무역 회사
3. 전기 회사
4. 석유 회사
5. 병원(CBZ)이 공기업(RSCM)화

그 외 같은 법률에서 아래와 같은 다른 정책도 시행되었다.
1. 인도네시아 담배 경매 시장을 네덜란드에서 서독 브레멘으로 이동
2. 인도네시아 내 네덜란드 노동자 파업
3. 네덜란드 항공사 KLM의 인도네시아 영공 진입 금지
4. 네덜란드 영화 상영 금지

### 기타 대전략
트리코라 사태의 전개에 따라 서이리안 제1해방군 최고사령관은 만다라 사령부 사령관 수하르토에게 다음과 같은 지시를 내렸다.
- 인도네시아 영토의 일부인 서파푸아 통일을 목표로 군사 작전을 계획, 준비, 수행한다.
- 외교 분야의 투쟁으로 서파푸아 상황을 진전시키고 이 지역을 가능한 한 최단 시간으로 사실상 인도네시아가 통치하는 지역으로 만든다.

이런 지침을 수행하기 위해 CGMC가 수행한 전략에는 다음이 있다.
- 침투(1962년 말까지): 특정 목표물 주변에 보병부대를 배치하여 적의 파괴에 저항할 수 있는 강력한 사실상의 자유지대를 만들고 지역 주민을 통합해 영토 통제권을 확보한다.
- 이용(1963년 초): 적군을 공개적으로 공격하고 모든 중요 적 방어 진지를 점령한다.
- 통합(1964년 초): 서파푸아 전역을 인도네시아 공화국의 통치력과 주권이 닿는 지대로 만든다.

## 전개

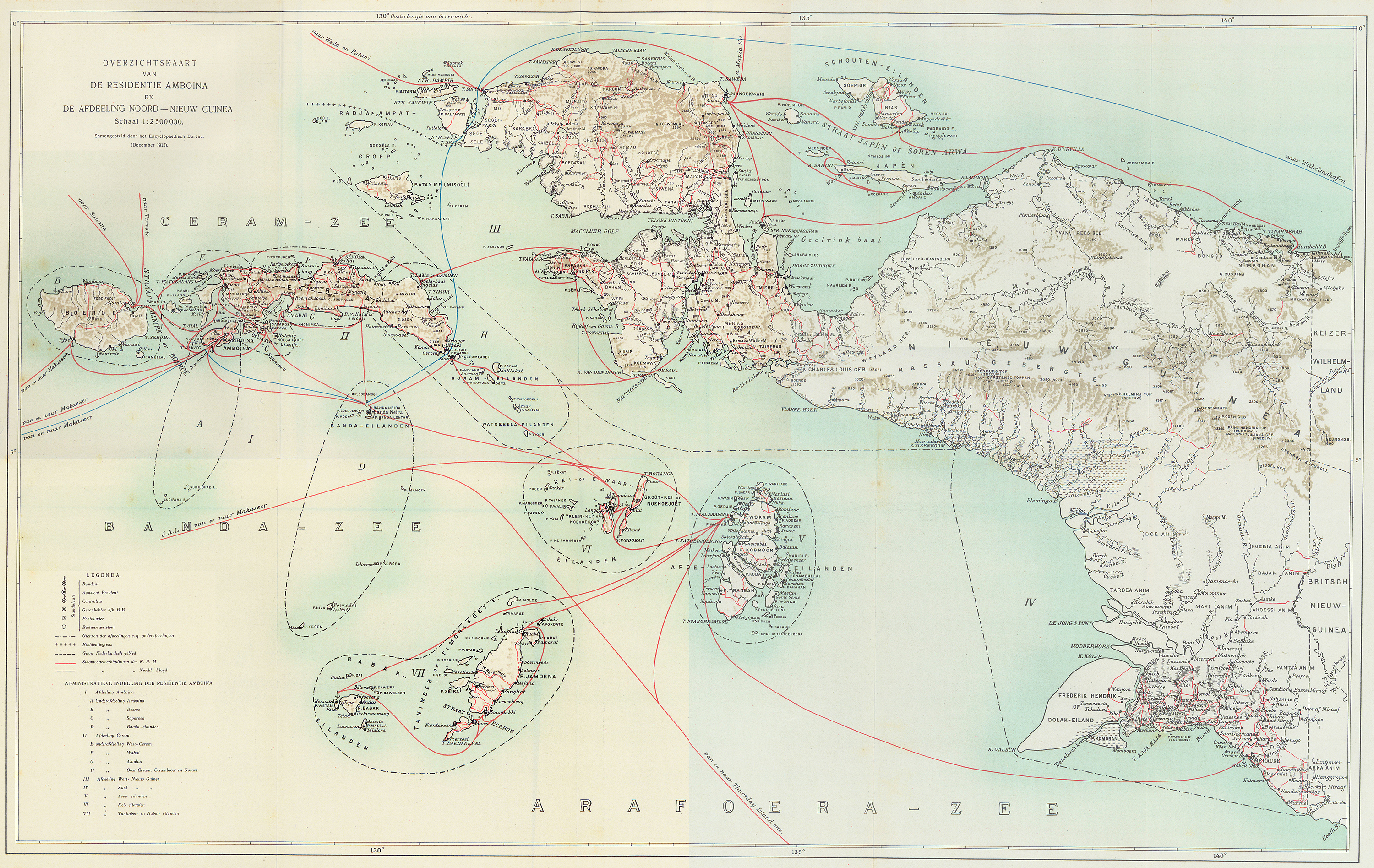
서뉴기니의 지도 모습

1962년 인도네시아의 외무장관 수반드리오는 네덜란드와의 외교적 대결을 강화하기 위해 공수부대 투하와 게릴라 부대의 해상 상륙 형태로 영토에 잠입했다. 트리코라 작전은 인도네시아 공군의 엄호 아래 침투, 이용, 통합 3단계로 이루어질 예정이었다. 게획에선 해상과 공중을 통해 소규모 인도네시아 부대를 미리 투입한 후, 이용 단계에서 네덜란드군의 주요 거점을 점령하기 위해 본격적인 상륙과 공수부대 작전을 점령할 주요 지역에 수행했다. 이후 통합 단계에서 서뉴기니 전역에 대한 인도네시아의 지배력을 확대했다.
1962년 1월 15일 인도네시아 해군의 모터어뢰정 4척이 뉴기니 남부 해안의 블라케후크 인근에서 150명으로 구성된 해병대 병력의 상륙을 시도하면서 트리코라 작전의 침입 단계가 시작되었다. 이 공격은 네덜란드의 록히드 P-2 넵튠이 탐지했고 인도네시아 보트는 네덜란드 구축함 3척의 공격으로 격침되었다. 이후 아라푸라해 해전에서 인도네시아 함정 1척이 침몰하고 다른 2척은 심각한 피해를 입어 후퇴해야 했다. 또한 인도네시아 해군 참모차장인 요스 수다르소 준장을 비롯한 많은 승무원과 해병이 전사하는 등 계획된 인도네시아의 상륙 작전은 실패로 끝났다. 55명 가량의 생존자가 포로가 되었다. 이후 8개월간 인도네시아군은 562명의 병력을 해상으로, 1,154명의 병력을 공수부대로 침투시켰다. 투입된 인도네시아군은 1962년 4월부터 서뉴기니 전역에서 게릴라전을 수행했으나 군사적으로 큰 효과를 거두진 못했다. 적대 행위 기간 인도네시아군 최소 93명이 사망했고 73명이 부상을 입었다. 이애 비해 네덜란드군은 최소한의 사상자만 발생했다.
인도네시아군은 두 번째 작전을 준비하기 위해 1962년 중순까지 서뉴기니 지역에서 군사 활동을 대폭 증강했다. 인도네시아 공군은 주변 섬의 공군기지에서 임무를 수행하기 시작했고, 소련에서 사온 Tu-16 폭격기들은 KS-1 코메트 대함 미사일로 무장해 HNLMS 카렐 도어맨에 대한 공격을 예상해 배치했다.
1962년 여름 인도네시아군은 서뉴기니에 있는 네덜란드의 주요 전력이 모인 기지인 비악섬에 대한 대규모 상륙 및 공습을 계획하기 시작했다. 이 작전은 자야위자야 작전("제국주의에 대한 승리 작전")으로 알려졌으며 수카르노가 소련 및 동구권 동맹국에게 지원받은 함정 수 척을 포함해 총 60척의 대규모 특수부대가 투입되었다. 1962년 8월 13일과 14일 인도네시아군은 비악섬에 있는 네덜란드 군사 기지를 상륙 공격하기 위한 우회로로 서북쪽의 소롱에서부터 동남쪽의 메라우케에까지 7천명의 육군(RPKAD)과 공군(PASGAT) 공수부대 병력, 해병 4,500명, 여러 군사지역사령부(KODAM)에서 차출한 13,000명의 육군 병력이 침투를 시작했다. 하지만 네덜란드 해군의 마리드 제6네덜란드 뉴기니((Marid 6 NNG) 신호정보과와 넵튠 항공기가 침공군을 감지하고 지휘부에 경고했다.
비스 플라트여는 당시 네덜란드 왕립 해군이 서뉴기니 방어를 담당했다고 말했다. 1962년 뉴기니에 주둔한 네덜란드군은 대잠구축함 5척, 호위함 2척, 잠수함 3척, 측량선 1척, 보급선 1척, 유조선 2척으로 구성되었다. 서뉴기니의 네덜란드 공군은 네덜란드 해군의 록히트 마틴 P2V-7B 넵튠 항공기 11기와 네덜란드 왕립 공군의 호커 헌터 제트전투기 24기로 구성되었다. 또한 네덜란드 지상군은 여러 대공포 부대, 네덜란드 해병대 5개 중대, 네덜란드 왕립 육군 보병대대 3개 대대로 구성되었다. 방어 계획으로 네덜란드는 인도네시아군의 통신 체계를 교란하기 위해 마리드 6 NNG을 이용하는 방안을 고려했다.

### 항고도 101초소 침투
1962년 3월 23일, 3척의 보트 중 1척은 동력선 PG 600호를 이용해 침투를 시작했다. PG 600호는 키 누시 중위의 지휘 아래인 R/XV와 함께 막숨이 이끌었다. 이들은 우이르와 카르와이에서 S. 제라로 이동했다. 오츠타비아누스 마라니의 지휘 아래 24명의 부대가 상륙에는 성공했으나 모군이 넵튠 항공기에게 발각되어 다시 복귀해야 했다. 네덜란드군의 총격을 받고 에트나만과 와투벨라 제도 사이에서 길을 잃은 것으로 추정되는 호싱상호에 탑승했던 7명을 제외하고는 전원 복귀에 성공했다.

### 카피젬바완 102초소 침투
이 초소에서 파견된 부대는 정보 수집 임무를 맡았다. 1962년 5월 13일 브리몹에서 20명으로 구성된 부대가 총 다섯 차례 상륙에 시도했으나 실패했고 네덜란드 해군에게 체포되었다. 1962년 8월 7일에는 브리몹에서 군인 53명과 자원군 10명으로 구성된 63명의 부대가 팍팍섬 파티티 인근 룸바티에 상륙했다.

## 같이 보기
- 네덜란드령 뉴기니
- 서뉴기니 분쟁

## 참고 문헌
- Crocombe, Ron (2007). 《Asia in the Pacific Islands》. Suva, Fiji: IPS Publications, University of the South Pacific.
- Djiwandono, Soedjati (1996). 《Konfrontasi Revisited: Indonesia's Foreign Policy Under Soekarno》. Jakarta: Centre for Strategic and International Studies.
- Kahin, Audrey; Kahin, George McTurnan (1995). 《Subversion as Foreign Policy: The Secret Eisenhower and Dulles Debacle in Indonesia》. New York: The New Press.
- Legge, John D. (2003). 《Sukarno: A Political Biography》. Singapore: Archipelago Press, Editions Didier Millet. ISBN 981-4068-64-0.
- Muller, Kal (1996). 《Irian Jaya : Indonesian New Guinea》 (영어) Four판. Singapore: Periplus Editions. ISBN 0-945971-06-0.
- “Operation Trikora – Indonesia's Takeover of West New Guinea”. 《Pathfinder: Air Power Development Centre Bulletin》 (150): 1–2. February 2011. 2013년 9월 19일에 확인함.
- Platje, Wies (2001). “Dutch Sigint and the Conflict with Indonesia 1950–62”. 《Intelligence and National Security》 16 (1): 285–312. doi:10.1080/714002840. S2CID 153528325.
- Singh, Bilveer (2001). “West Irian and the Suharto Presidency: a perspective”. 《The Act of Free Choice》: 73–93. 2014년 5월 27일에 원본 문서에서 보존된 문서. 2014년 5월 26일에 확인함.